# Açucena (Minas Gerais)
Açucena é um município brasileiro no interior do estado de Minas Gerais, Região Sudeste do país. Localiza-se no Vale do Rio Doce e pertence ao colar metropolitano do Vale do Aço. Sua população foi estimada em 8 995 habitantes em 2024.

## História

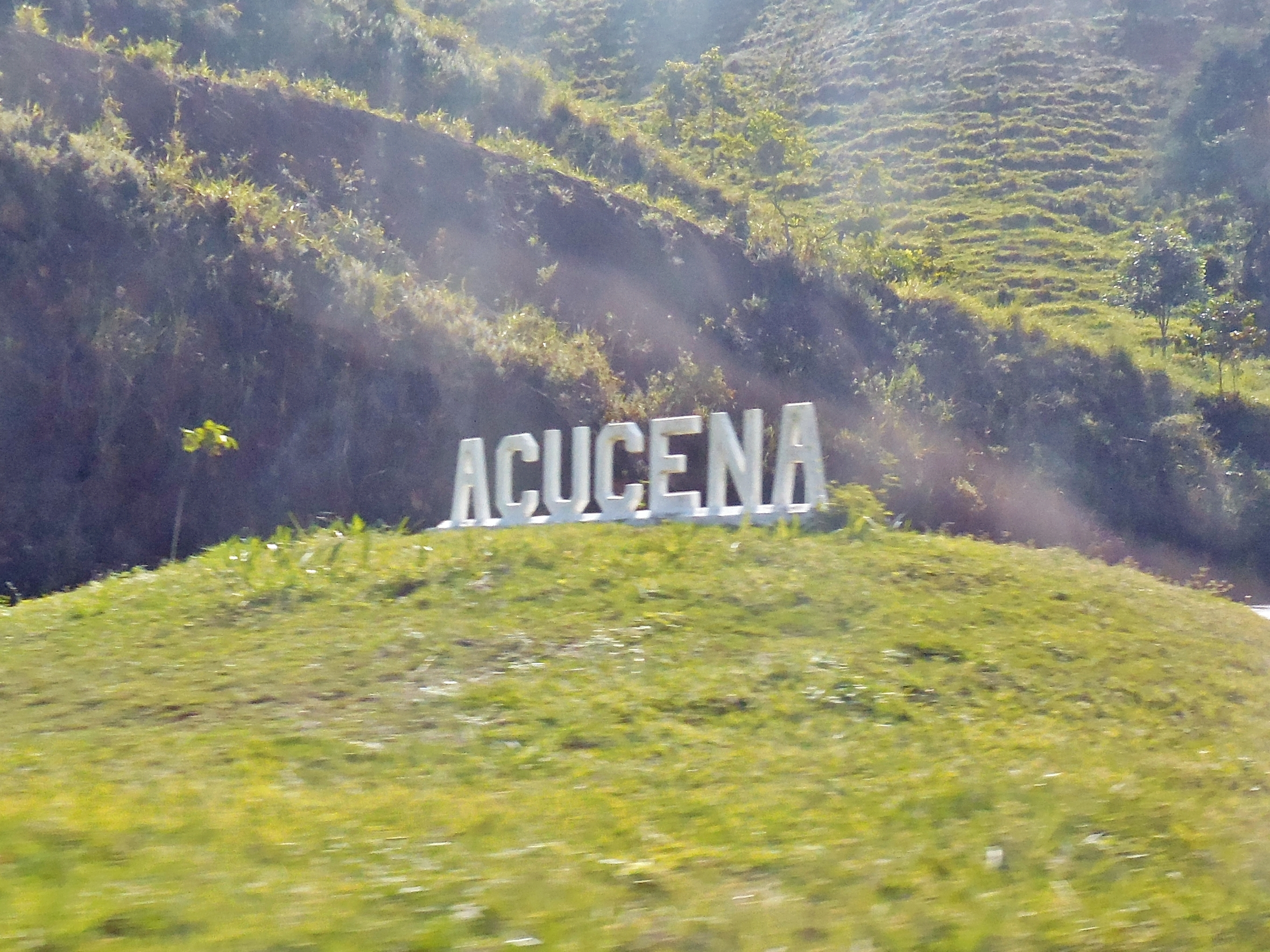
Entrada da cidade pela LMG-758

A área do atual município de Açucena fora desbravada e habitada pela primeira vez a fim de servir como abrigo para marginais vindos de Serro, Conceição do Mato Dentro e Itabira. Eles estabeleceram na localidade as culturas da mandioca, milho e feijão e a pesca. Por volta de 1860, observou-se a celebração da primeira missa do povoado, então conhecido como Travessão, pelo padre Leonardo Felix Ferreira, vigário da freguesia de Joanésia, à margem do rio Santo Antônio. Esse local ficou conhecido como praia da Missa, em referência à ocasião.
Dado o desenvolvimento, pela lei estadual nº 2, de 14 de setembro de 1891, foi criado o distrito de Travessão, pertencente a São Miguel de Guanhães (atual Guanhães), passando a denominar-se Travessão de Guanhães pela lei estadual nº 843, de 7 de setembro de 1923. A denominação anterior, Travessão, foi retomada pelo decreto-lei estadual nº 148, de 17 de dezembro de 1938. O até então distrito, no entanto, foi emancipado com o nome de Açucena mediante o decreto-lei estadual nº 1.058, de 31 de dezembro de 1943, instalando-se em 1º de janeiro de 1944 com áreas desmembradas de Guanhães (sede no ex-distrito de Travessão) e Governador Valadares, constituindo-se pelos distritos de Açucena (sede), Aramirim, Felicina, Gama, Naque e Pedra Corrida.
Pela lei estadual nº 2.764, de 30 de dezembro de 1962, foram criados os distritos de Periquito e São Sebastião do Baixio e pela lei estadual nº 8.285, de 8 de outubro de 1982, foi criado o distrito de Naque-Nanuque. Em 21 de dezembro de 1995, pela lei nº 12.030, foram desmembrados os distritos de Naque, elevado a município, e Periquito, Pedra Corrida e São Sebastião do Baixio, para constituir o município de Periquito. Restam em Açucena, desde então, os distritos de Aramirim, Felicina, Gama e Naque-Nanuque, além da sede.

## Geografia
De acordo com a divisão regional vigente desde 2017, instituída pelo IBGE, o município pertence às Regiões Geográficas Intermediária e Imediata de Ipatinga. Até então, com a vigência das divisões em microrregiões e mesorregiões, fazia parte da microrregião de Guanhães, que por sua vez estava incluída na mesorregião do Vale do Rio Doce.

### Relevo
- Altitude:
  - Máxima: 1062 m. Local: proximidade do córrego do Marimbondo
  - Mínima: 126 m. Local: rio Doce
  - Ponto central da cidade: 480 m

### Hidrografia
O município é banhado por dois rios: Santo Antônio e rio Corrente. No rio Santo Antônio encontra duas usinas hidrelétricas, a Usina de Salto Grande e a Usina de Porto Estrela inaugurada em outubro de 2001, localizada nos municípios de Açucena, Braúnas e Joanésia.
- Ribeirões Principais:
  - Ribeirão Travessão
  - Ribeirão Açucena
  - Ribeirão Bom Sucesso
  - Ribeirão Pompeu
  - Ribeirão Belo Monte
  - Ribeirão Saião
  - Ribeirão São Felix
  - Ribeirão Pinguela
- Bacia: bacia do rio Doce

### Clima
- Temperatura:
  - Média anual: 24,5 C
  - Média máxima anual: 29,6 C
  - Média mínima anual: 18,2 C
- Índice médio pluviométrico anual:  1113,8 mm

## Economia

### Pecuária

Rua na região central da cidade

Por apresentar grande área, com pouca exploração, o município de Açucena possui grande criação de gado. Há extensas fazendas e a pecuária é uma das principais riquezas do município. Há ainda criação de suínos, equinos, muares e ovinos.

### Indústria
Açucena, não é um município industrializado, contudo existe a industrialização do leite e da madeira.

### Riquezas naturais
- As riquezas do município de Açucena constituem-se das seguintes:
  - Mineral: O salitre e Caulim, ambos não explorados.
  - Vegetal: Grandes reservas de matas com plantas medicinais e madeira para a indústria e carvão. Também há enormes plantações de eucalipto explorado pela CENIBRA. Em decorrência de sua exploração, é grande o número de caminhões que trafegam diariamente pela rodovia MG 758 transportando eucalipto para fabrica de celulose.O Solo da cidade, em geral é fértil. Mas possui algumas áreas arenosas.
  - Animal: Além da criação de bovinos, existem criações de abelhas, suínos, equinos, ovinos e peixes.

## Transporte

### Rodoviário

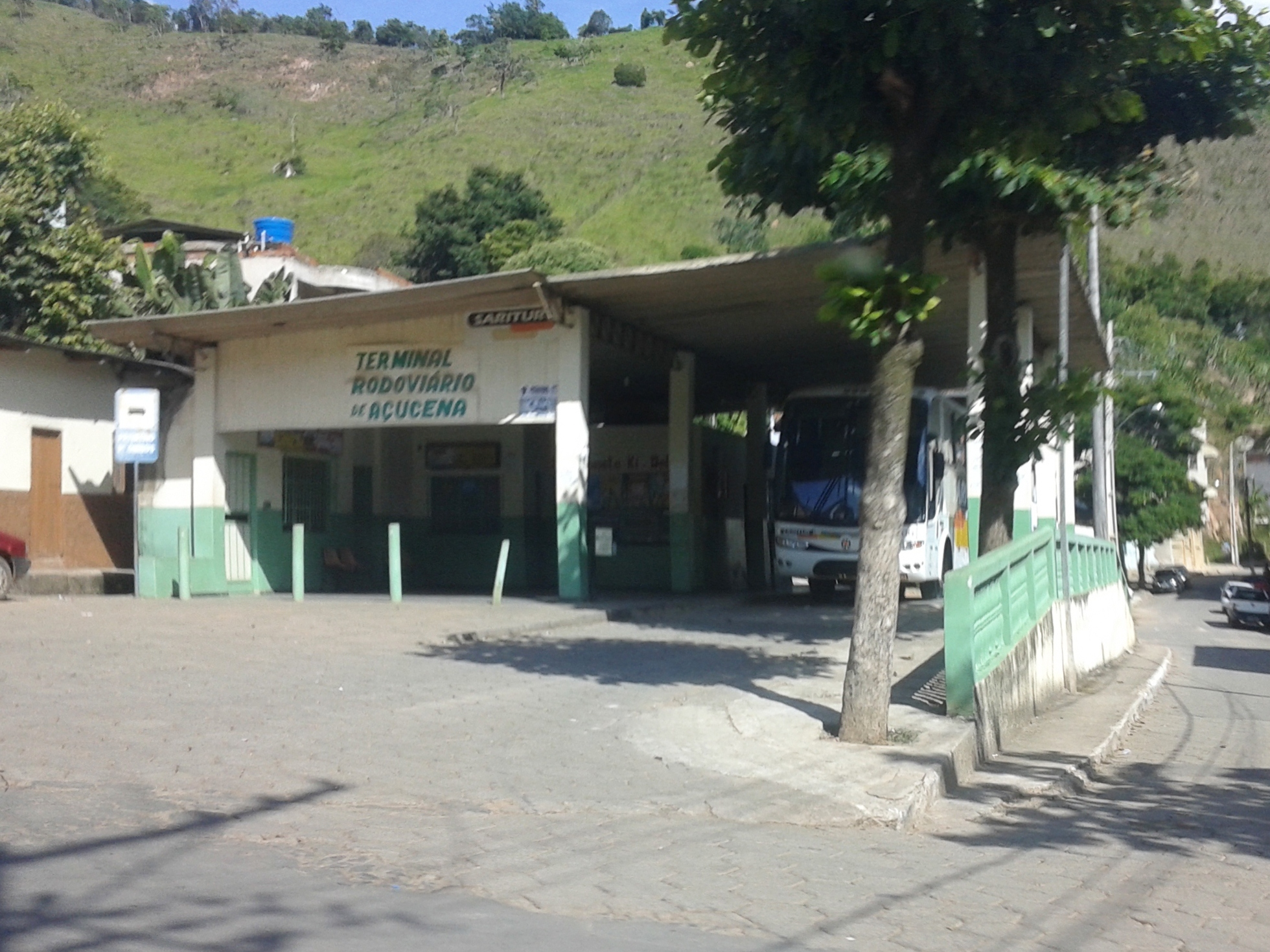
Terminal Rodoviário de Açucena

- Distâncias aproximadas aos principais centros (km):
  - Belo Horizonte: 285
  - Rio de Janeiro: 720
  - São Paulo: 860
  - Brasília: 1.016
  - Vitória: 540

Açucena é servida por linhas de ônibus para Timóteo, Coronel Fabriciano, Ipatinga, Guanhães e Montes Claros.
- Principais rodovias que servem ao município:
  - BR-381 – é a principal via de aceso pela proximidade à Ipatinga e à Governador Valadares.
  - BR-259
  - LMG-758 – liga BR-381 a cidade de Guanhães.

### Ferroviário
Açucena não possui. O terminal de passageiros mais próximo da cidade é a Estação Ferroviária Frederico Sellow da Estrada de Ferro Vitória a Minas (EFVM), localizada no município de Belo Oriente e estando distante à 41,6 km de Açucena, cujo acesso é feito pela LMG-758.